# 9554 Dumont
9554 Dumont eller 1985 XA är en asteroid i huvudbältet som upptäcktes den 13 december 1985 av den franske astronomen Robert Chemin i Nice. Den är uppkallad efter matematikern och astronomen Simone Dumont.
Asteroiden har en diameter på ungefär 3 kilometer och den tillhör asteroidgruppen Hungaria.